# Svartblå rödling
Svartblå rödling (Entoloma nitidum) är en svampart som beskrevs av Quél. 1883. Svartblå rödling ingår i släktet Entoloma och familjen Entolomataceae.  Arten är reproducerande i Sverige. Inga underarter finns listade i Catalogue of Life.

## Källor

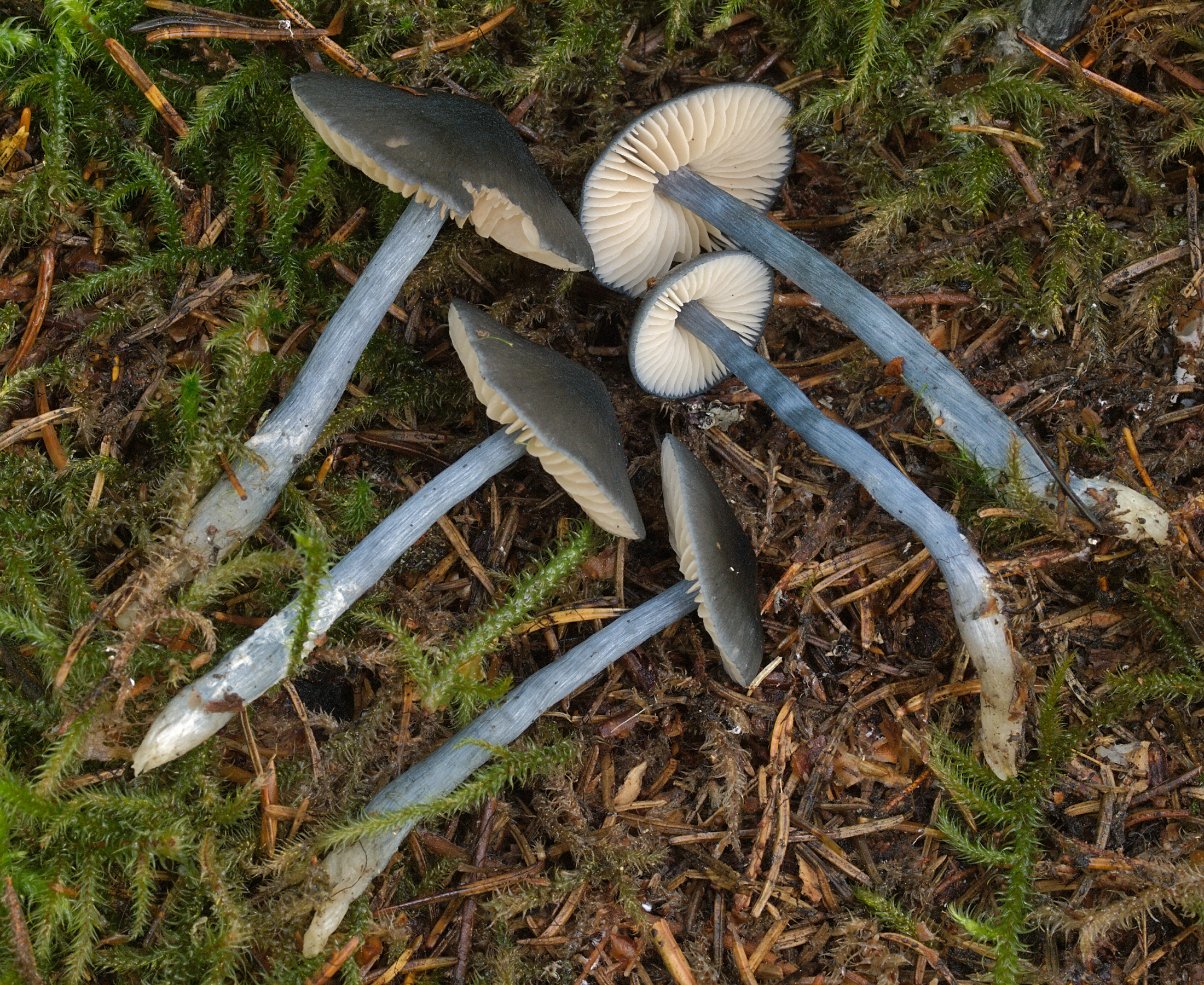
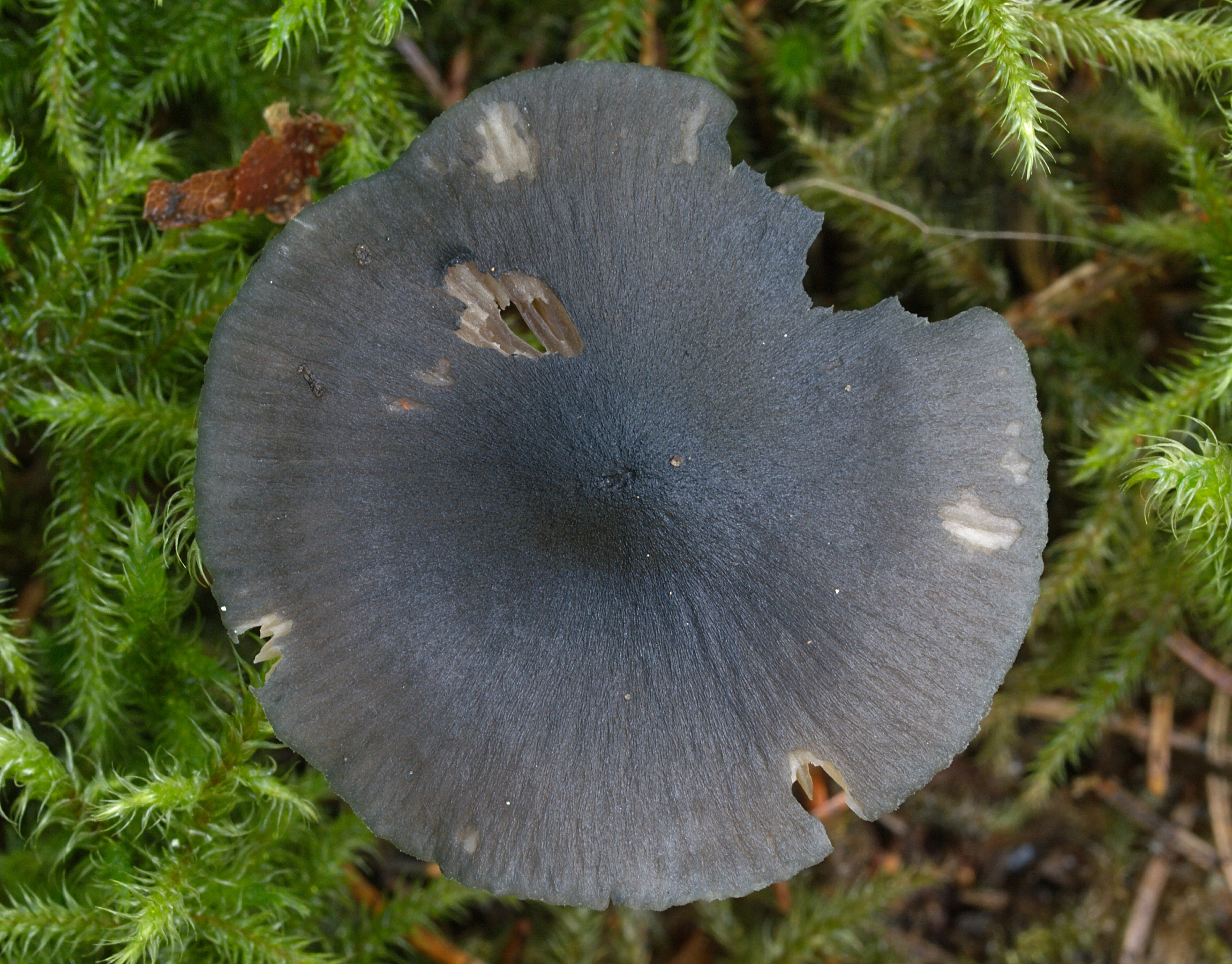
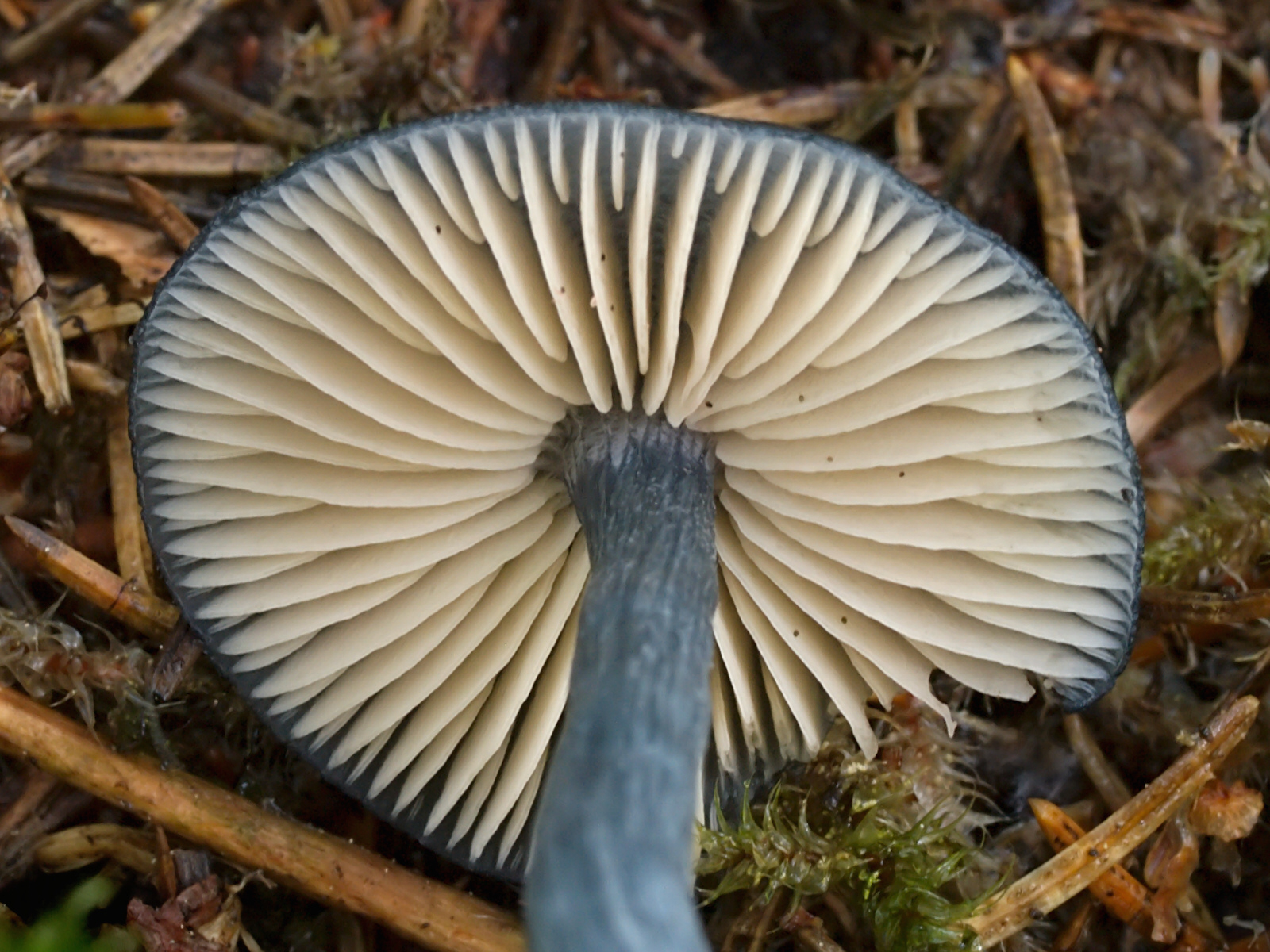